# Fritz Johannsen
Frederik "Fritz" Ferdinand Wilhelm Johannsen (16. april 1855 i København – 11. januar 1934 på Frederiksberg) var en dansk civilingeniør og direktør for KTAS, bror til Helene Johannsen og Wilhelm Johannsen.

## Fr. Johannsen & Johs. Saabye
Fritz Johannsen var søn af oberst Otto Julius Georg Johannsen og hustru. Efter 1877 at have taget polyteknisk eksamen arbejdede Johannsen først nogle år som assistent ved private jernbaneanlæg,
inddæmningsforetagender etc.; bl.a. Århus-Ryombanen, Nissum Fjords inddæmning, Gribskovbanen, Københavns brolægningsvæsen. Han var derefter i tre år ansat som ingeniør ved Statsbaneanlæggene i Jylland (Thisted) og på Fyn (Assens) og i tre år ved Københavns Befæstningsanlæg. 1888-1902 udførte Johannsen som entreprenør en række betydelige bane-, havne- og broanlæg, bl.a. havn-, bryggeri- og telefonanlæg i Assens, en tunnel under Københavns Havn, dele af Københavns Frihavn og Esbjerg Havn, skruepælebroer, færgelejer mm. samt projekterede og ledede ombygningen af de frederiksbergske og københavnske sporveje i tidsrummet 1897-1902. I 1897 stiftede han firmaet Fr. Johannsen & Johs. Saabye (senere Saabye & Lerche).
Johannsen var således drivkraften bag elektrificeringen af hovedstadens sporvejssystemer, idet han deltog i stiftelsen og ledelsen af Frederiksberg Sporvejs- og Elektricitets-Aktieselskab (1897), A/S De kjøbenhavnske Sporveje (1898) og A/S Tuborg-Klampenborg elektriske Sporvej (1902), det senere NESA. Han etablerede en sporvejscentral på København med ventesal tegnet af Thorvald Jørgensen (nu sommerhus i Nordsjælland).
Desuden udarbejdede han 1900 et præmieret udkast til ordningen af Københavns banegårdsforhold og i 1902 et ændret forslag til samme, hvilket blev lagt til grund for den vedtagne ordning af linjeføringer. Hans ændrede forslag muliggjorde realiseringen af Boulevardbanen, der allerede var foreslået af Holger Hammerich i 1885.

## Telefondirektør
At Johannsen 1. januar 1903 udnævntes til administrerende direktør for Kjøbenhavns Telefon Aktieselskab, en fra hans tidligere virksomhed – både i teknisk og administrativ henseende – vidtforskellig institution, var et vidnesbyrd om Johannsens alsidige ingeniørviden og administrative dygtighed. Han blev i direktørstolen helt frem til 1932 og formåede at gøre dette selskab internationalt anerkendt for dets organisering, modernitet og effektivitet.
Johannsen beklædte en række betydelige såvel offentlige som private tillidshverv, bl.a. som medstifter af Dansk Ingeniørforening 1892 og dennes formand 1916-20, medlem af Frederiksberg Kommunalbestyrelse 1897-1908 og som medlem af bestyrelserne for talrige handels- og industriforetagender. Johannsen var tillige vicepræsident i Danmarks Naturvidenskabelige Samfund, medlem af Industrirådet, den letterstedtske Forenings danske afdeling og af Svenska Ingeniörs Vetenskaps Akademien. Han var bestyrelsesmedlem i Jydsk Telefon fra 1916 og i NESA, og fra selskabets start 1925 til sin død var han medlem af bestyrelsen for A/S Dansk Galoche- og Gummifabrik i Køge.

## Hæder
I 1929 udnævntes han til dr.techn. h.c. ved Polyteknisk Læreanstalt og 1932 blev han udnævnt til æresmedlem af Dansk Ingeniørforening. Han blev Ridder af Dannebrog 1901, Dannebrogsmand 1917 og Kommandør af 2. grad 1923 og 1. grad 1930. Han modtog 1904 den kgl. fortjenstmedalje i guld.

## Personalia
Han boede i Vedbæk, hvor han i tidsrummet 1910-1933 fotograferede lokaliteter og begivenheder. Billederne er udgivet som bog (1997) og er en vigtig historisk dokumentation.
Johannsen blev 23. april 1887 gift med Marie (Theone Frederikke) Bauditz (12. januar 1858 -), datter af major Peter Bauditz (faldet ved Slaget ved Dybbøl 1864) og hustru Sophie født Christiansen.
Han er begravet på Solbjerg Parkkirkegård.

## Gengivelser
Johannsen optræder på P.S. Krøyers maleri Industriens Mænd (1904). Der findes også malerier af Hans Henningsen 1912 (familieeje), Cæsar Kunwald 1921 (Dansk Ingeniørforening og familieeje) og N.V. Dorph 1925 (Frederiksborgmuseet). Buste af Ellen Locher Thalbitzer 1929 (Telefonhuset).